# Mistrovství světa v basketbalu mužů 1994
12. mistrovství světa  v basketbale proběhlo ve dnech 4. – 14. srpna v Kanadě.
Turnaje se zúčastnilo šestnáct týmů, rozdělených do čtyř čtyřčlenných skupin. Z každé skupiny postoupily nejlepší dvě mužstva do čtvrtfinále, které bylo rozděleno na dvě skupiny po čtyřech. První dva týmy z každé skupiny postoupily do semifinále, třetí a čtvrtý tým hrál o 5. – 8. místo. Týmy, které v základních skupinách skončily třetím až čtvrtém místě, hrály o 9. - 16. místo. Titul mistra světa získal tým Spojených států.

## Pořadatelská města
| Toronto                  | Toronto                             | Hamilton                        |
| ------------------------ | ----------------------------------- | ------------------------------- |
| SkyDome Kapacita: 28 708 | Maple Leaf Gardens Kapacita: 16 538 | Copps Coliseum Kapacita: 18 436 |
|                          |                                     |                                 |

## Výsledky a tabulky

### Základní skupiny

#### Skupina A
|    |           | USA     | CHN    | ESP     | BRA    | V | P | Skóre   | B |
| 1. | USA       | ***     | 132:77 | 115:100 | 105:82 | 3 | 0 | 352:259 | 6 |
| 2. | Čína      | 77:132  | ***    | 78:76   | 97:93  | 2 | 1 | 252:301 | 5 |
| 3. | Španělsko | 100:115 | 76:78  | ***     | 73:67  | 1 | 2 | 249:260 | 4 |
| 4. | Brazílie  | 82:105  | 93:97  | 67:73   | ***    | 0 | 3 | 242:273 | 3 |

#### Skupina B
|    |             | CRO    | AUS   | CUB   | KOR    | V | P | Skóre   | B |
| 1. | Chorvatsko  | ***    | 83:69 | 85:65 | 104:53 | 3 | 0 | 272:187 | 6 |
| 2. | Austrálie   | 69:83  | ***   | 93:87 | 87:85  | 2 | 1 | 249:255 | 5 |
| 3. | Kuba        | 65:85  | 87:93 | ***   | 92:79  | 1 | 2 | 244:257 | 4 |
| 4. | Jižní Korea | 53:104 | 85:87 | 79:92 | ***    | 0 | 3 | 217:283 | 3 |

#### Skupina C
|    |           | RUS   | CAN   | ARG   | ANG   | V | P | Skóre   | B |
| 1. | Rusko     | ***   | 73:66 | 84:64 | 94:57 | 3 | 0 | 251:187 | 6 |
| 2. | Kanada    | 66:73 | ***   | 91:73 | 83:52 | 2 | 1 | 240:198 | 5 |
| 3. | Argentina | 64:84 | 73:91 | ***   | 67:59 | 1 | 2 | 204:234 | 4 |
| 4. | Angola    | 57:94 | 52:83 | 59:67 | ***   | 0 | 3 | 168:244 | 3 |

#### Skupina D
|    |           | GRE   | PUR    | GER   | EGY    | V | P | Skóre   | B |
| 1. | Řecko     | ***   | 64:72  | 68:58 | 69:53  | 2 | 1 | 201:183 | 5 |
| 2. | Portoriko | 72:64 | ***    | 74:81 | 102:74 | 2 | 1 | 248:219 | 5 |
| 3. | Německo   | 58:68 | 81:74  | ***   | 78:56  | 2 | 1 | 217:198 | 5 |
| 4. | Egypt     | 53:69 | 74:102 | 56:78 | ***    | 0 | 3 | 183:249 | 3 |

### Čtvrtfinále

#### Skupina A
|    |           | USA    | RUS    | AUS    | PUR    | V | P | Skóre   | B |
| 1. | USA       | ***    | 111:94 | 130:74 | 134:83 | 3 | 0 | 275:251 | 6 |
| 2. | Rusko     | 94:111 | ***    | 103:76 | 101:85 | 2 | 1 | 298:272 | 5 |
| 3. | Austrálie | 74:130 | 76:103 | ***    | 94:81  | 1 | 2 | 244:314 | 4 |
| 4. | Portoriko | 83:134 | 85:101 | 81:94  | ***    | 0 | 3 | 249:329 | 3 |

#### Skupina B
|    |            | CRO    | GRE   | CAN   | CHN    | V | P | Skóre   | B |
| 1. | Chorvatsko | ***    | 81:55 | 92:61 | 105:73 | 3 | 0 | 278:189 | 6 |
| 2. | Řecko      | 55:81  | ***   | 74:71 | 77:61  | 2 | 1 | 206:216 | 5 |
| 3. | Kanada     | 61:92  | 71:74 | ***   | 90:58  | 1 | 2 | 222:224 | 4 |
| 4. | Čína       | 73:105 | 61:77 | 58:90 | ***    | 0 | 3 | 192:272 | 3 |

### Semifinále
| 13. srpna 1994 18:30 | Zpráva | Chorvatsko                 | 64 – 66 | Rusko        |  | SkyDome, Toronto Počet diváků: 22 133 Rozhodčí: Bill Crowley (CAN), Miguel Ángel Betancor (ESP) |
| 13. srpna 1994 18:30 | Zpráva | Skóre po poločasech: 22:31 |         |              |  | SkyDome, Toronto Počet diváků: 22 133 Rozhodčí: Bill Crowley (CAN), Miguel Ángel Betancor (ESP) |
| 13. srpna 1994 18:30 | Zpráva | Komazec 22                 | Body    | Bazarevič 16 |  | SkyDome, Toronto Počet diváků: 22 133 Rozhodčí: Bill Crowley (CAN), Miguel Ángel Betancor (ESP) |

| 13. srpna 1994 20:45 | Zpráva | USA                        | 97 – 58 | Řecko        |  | SkyDome, Toronto Počet diváků: 23 000 Rozhodčí: Carl Jungebrand (FIN), Darío Salvador Rodríguez (ARG) |
| 13. srpna 1994 20:45 | Zpráva | Skóre po poločasech: 40:30 |         |              |  | SkyDome, Toronto Počet diváků: 23 000 Rozhodčí: Carl Jungebrand (FIN), Darío Salvador Rodríguez (ARG) |
| 13. srpna 1994 20:45 | Zpráva | Miller 14                  | Body    | Bakatsias 12 |  | SkyDome, Toronto Počet diváků: 23 000 Rozhodčí: Carl Jungebrand (FIN), Darío Salvador Rodríguez (ARG) |

### Finále
| 14. srpna 1994 16:00 | Zpráva | USA                        | 137 – 91 | Rusko     |  | SkyDome, Toronto Počet diváků: 32 616 Rozhodčí: Wiesław Zych (POL), Isaac Glass (URU) |
| 14. srpna 1994 16:00 | Zpráva | Skóre po poločasech: 73:40 |          |           |  | SkyDome, Toronto Počet diváků: 32 616 Rozhodčí: Wiesław Zych (POL), Isaac Glass (URU) |
| 14. srpna 1994 16:00 | Zpráva | Wilkins 20                 | Body     | Babkov 22 |  | SkyDome, Toronto Počet diváků: 32 616 Rozhodčí: Wiesław Zych (POL), Isaac Glass (URU) |

### O 3. místo
| 14. srpna 1994 13:30 | Zpráva | Řecko                       | 60 – 78 | Chorvatsko |  | SkyDome, Toronto Počet diváků: 32 616 Rozhodčí: George Toliver (USA), Carl Jungebrand (FIN) |
| 14. srpna 1994 13:30 | Zpráva | Skóre po poločasech: 32:36  |         |            |  | SkyDome, Toronto Počet diváků: 32 616 Rozhodčí: George Toliver (USA), Carl Jungebrand (FIN) |
| 14. srpna 1994 13:30 | Zpráva | Christodoulou, Fassoulas 12 | Body    | Rađa 22    |  | SkyDome, Toronto Počet diváků: 32 616 Rozhodčí: George Toliver (USA), Carl Jungebrand (FIN) |

### O 5. – 8. místo
| 13. srpna 1994 12:00 | Zpráva | Austrálie                  | 95 – 57 | Čína        |  | SkyDome, Toronto Rozhodčí: Michail Grigorev (RUS), Carlos Cárdeno (MEX) |
| 13. srpna 1994 12:00 | Zpráva | Skóre po poločasech: 44:27 |         |             |  | SkyDome, Toronto Rozhodčí: Michail Grigorev (RUS), Carlos Cárdeno (MEX) |
| 13. srpna 1994 12:00 | Zpráva | Vlahov 18                  | Body    | Zhèng Wŭ 19 |  | SkyDome, Toronto Rozhodčí: Michail Grigorev (RUS), Carlos Cárdeno (MEX) |

| 13. srpna 1994 14:15 | Zpráva | Kanada                     | 82 – 85 | Portoriko |  | SkyDome, Toronto Rozhodčí: Danko Radić (CRO), Kostas Koromilas (GRE) |
| 13. srpna 1994 14:15 | Zpráva | Skóre po poločasech: 47:48 |         |           |  | SkyDome, Toronto Rozhodčí: Danko Radić (CRO), Kostas Koromilas (GRE) |
| 13. srpna 1994 14:15 | Zpráva | Jackson 20                 | Body    | Carter 22 |  | SkyDome, Toronto Rozhodčí: Danko Radić (CRO), Kostas Koromilas (GRE) |

### O 5. místo
| 14. srpna 1994 12:15 | Zpráva | Austrálie                  | 96 – 83 | Portoriko |  | SkyDome, Toronto Rozhodčí: Iztok Rems (SVN), Miguel Ángel Betancor (SPA) |
| 14. srpna 1994 12:15 | Zpráva | Skóre po poločasech: 57:47 |         |           |  | SkyDome, Toronto Rozhodčí: Iztok Rems (SVN), Miguel Ángel Betancor (SPA) |
| 14. srpna 1994 12:15 | Zpráva | Vlahov 28                  | Body    | Carter 22 |  | SkyDome, Toronto Rozhodčí: Iztok Rems (SVN), Miguel Ángel Betancor (SPA) |

### O 7. místo
| 14. srpna 1994 10:00 | Zpráva | Čína                       | 76 – 104 | Kanada          |  | SkyDome, Toronto Rozhodčí: Peter George (GER), Juan Figueroa (PUR) |
| 14. srpna 1994 10:00 | Zpráva | Skóre po poločasech: 41:51 |          |                 |  | SkyDome, Toronto Rozhodčí: Peter George (GER), Juan Figueroa (PUR) |
| 14. srpna 1994 10:00 | Zpráva | Hú Wèidōng 18              | Body     | Fox, Vickery 20 |  | SkyDome, Toronto Rozhodčí: Peter George (GER), Juan Figueroa (PUR) |

### O 9. – 16. místo

#### Skupina A
|    |             | ESP   | ARG    | KOR    | EGY   | V | P | Skóre   | B |
| 1. | Španělsko   | ***   | 72:70  | 98:57  | 94:52 | 3 | 0 | 264:179 | 6 |
| 2. | Argentina   | 70:72 | ***    | 105:83 | 91:66 | 2 | 1 | 266:221 | 5 |
| 3. | Jižní Korea | 57:98 | 83:105 | ***    | 89:81 | 1 | 2 | 229:284 | 4 |
| 4. | Egypt       | 52:94 | 66:91  | 81:89  | ***   | 0 | 3 | 199:274 | 3 |

#### Skupina B
|    |          | GER   | BRA   | CUB   | ANG   | V | P | Skóre   | B |
| 1. | Německo  | ***   | 96:76 | 86:74 | 86:76 | 3 | 0 | 268:226 | 6 |
| 2. | Brazílie | 76:96 | ***   | 82:76 | 78:79 | 1 | 2 | 236:251 | 4 |
| 3. | Kuba     | 74:86 | 76:82 | ***   | 75:71 | 1 | 2 | 225:239 | 4 |
| 4. | Angola   | 76:86 | 79:78 | 71:75 | ***   | 1 | 2 | 226:239 | 4 |

### O 9. - 12. místo
| 12. srpna 1994 19:00 | Zpráva | Španělsko                  | 90 – 85 | Brazílie                |  | Copps Coliseum, Hamilton Počet diváků: 1 000 Rozhodčí: George Toliver (USA), Tiziano Zancanella (ITA) |
| 12. srpna 1994 19:00 | Zpráva | Skóre po poločasech: 43:34 |         |                         |  | Copps Coliseum, Hamilton Počet diváků: 1 000 Rozhodčí: George Toliver (USA), Tiziano Zancanella (ITA) |
| 12. srpna 1994 19:00 | Zpráva | Villacampa 24              | Body    | Paulinho Villas Bôas 28 |  | Copps Coliseum, Hamilton Počet diváků: 1 000 Rozhodčí: George Toliver (USA), Tiziano Zancanella (ITA) |

| 12. srpna 1994 21:15 | Zpráva | Německo                    | 71 – 85 | Argentina |  | Copps Coliseum, Hamilton Rozhodčí: Bill Crowley (CAN), Wiesław Zych (POL) |
| 12. srpna 1994 21:15 | Zpráva | Skóre po poločasech: 41:44 |         |           |  | Copps Coliseum, Hamilton Rozhodčí: Bill Crowley (CAN), Wiesław Zych (POL) |
| 12. srpna 1994 21:15 | Zpráva | Rödl 16                    | Body    | Espil 18  |  | Copps Coliseum, Hamilton Rozhodčí: Bill Crowley (CAN), Wiesław Zych (POL) |

### O 9. místo
| 13. srpna 1994 21:15 | Zpráva | Španělsko                  | 65 – 74 | Argentina |  | Copps Coliseum, Hamilton Počet diváků: 3 090 Rozhodčí: Tiziano Zancanella (ITA), Isaac Glass (URU) |
| 13. srpna 1994 21:15 | Zpráva | Skóre po poločasech: 25:39 |         |           |  | Copps Coliseum, Hamilton Počet diváků: 3 090 Rozhodčí: Tiziano Zancanella (ITA), Isaac Glass (URU) |
| 13. srpna 1994 21:15 | Zpráva | Ferrán Martínez 17         | Body    | Nicola 20 |  | Copps Coliseum, Hamilton Počet diváků: 3 090 Rozhodčí: Tiziano Zancanella (ITA), Isaac Glass (URU) |

### O 11. místo
| 13. srpna 1994 19:00 | Zpráva | Brazílie                   | 93 – 71 | Německo        |  | Copps Coliseum, Hamilton Rozhodčí: Bill Mildenhall (AUS), Zhū Jiāzhōng (CHN) |
| 13. srpna 1994 19:00 | Zpráva | Skóre po poločasech: 48:42 |         |                |  | Copps Coliseum, Hamilton Rozhodčí: Bill Mildenhall (AUS), Zhū Jiāzhōng (CHN) |
| 13. srpna 1994 19:00 | Zpráva | Rogério 30                 | Body    | Gnad, Rödl (10 |  | Copps Coliseum, Hamilton Rozhodčí: Bill Mildenhall (AUS), Zhū Jiāzhōng (CHN) |

### O 13. - 16. místo
| 12. srpna 1994 12:00 | Zpráva | Jižní Korea                | 75 – 71 | Angola     |  | Copps Coliseum, Hamilton Rozhodčí: Rafael Cortés (MEX), Juan Figueroa (PUR) |
| 12. srpna 1994 12:00 | Zpráva | Skóre po poločasech: 47:46 |         |            |  | Copps Coliseum, Hamilton Rozhodčí: Rafael Cortés (MEX), Juan Figueroa (PUR) |
| 12. srpna 1994 12:00 | Zpráva | Hur Jae 27                 | Body    | Coimbra 24 |  | Copps Coliseum, Hamilton Rozhodčí: Rafael Cortés (MEX), Juan Figueroa (PUR) |

| 12. srpna 1994 14:15 | Zpráva | Kuba                       | 54 – 69 | Egypt         |  | Copps Coliseum, Hamilton Rozhodčí: Fernando Mabilde (BRA), Kostas Koromilas (GRE) |
| 12. srpna 1994 14:15 | Zpráva | Skóre po poločasech: 28:34 |         |               |  | Copps Coliseum, Hamilton Rozhodčí: Fernando Mabilde (BRA), Kostas Koromilas (GRE) |
| 12. srpna 1994 14:15 | Zpráva | 3 hráči 9                  | Body    | Abdel-Aziz 19 |  | Copps Coliseum, Hamilton Rozhodčí: Fernando Mabilde (BRA), Kostas Koromilas (GRE) |

### O 13. místo
| 13. srpna 1994 14:15 | Zpráva | Jižní Korea                | 69 – 76 | Egypt    |  | Copps Coliseum, Hamilton Rozhodčí: Peter George (GER), António Soares de Campos (ANG) |
| 13. srpna 1994 14:15 | Zpráva | Skóre po poločasech: 41:35 |         |          |  | Copps Coliseum, Hamilton Rozhodčí: Peter George (GER), António Soares de Campos (ANG) |
| 13. srpna 1994 14:15 | Zpráva | Moon Kyung-eun 30          | Body    | Gouda 24 |  | Copps Coliseum, Hamilton Rozhodčí: Peter George (GER), António Soares de Campos (ANG) |

### O 15. místo
| 13. srpna 1994 12:00 | Zpráva | Angola                     | 67 – 75 | Kuba     |  | Copps Coliseum, Hamilton Rozhodčí: Iztok Rems (SLO), Elwan al-Rashid (EGY) |
| 13. srpna 1994 12:00 | Zpráva | Skóre po poločasech: 38:40 |         |          |  | Copps Coliseum, Hamilton Rozhodčí: Iztok Rems (SLO), Elwan al-Rashid (EGY) |
| 13. srpna 1994 12:00 | Zpráva | Alfredo 22                 | Body    | Abréu 19 |  | Copps Coliseum, Hamilton Rozhodčí: Iztok Rems (SLO), Elwan al-Rashid (EGY) |

## Soupisky
1.  USA 
| - Joe Dumars - Mark Price - Derrick Coleman | - Shawn Kemp - Steve Smith - Dan Majerle | - Reggie Miller - Kevin Johnson - Dominique Wilkins | - Shaquille O'Neal - Alonzo Mourning - Larry Johnson |

- Trenér: Don Nelson

2.  Rusko 
| - Vasilij Karasjov - Igor Gračev - Dmitrij Domani | - Jevgenij Kisurin - Jevgenij Pašutin - Sergej Bazarevič | - Sergej Babkov - Michail Michajlov - Andrej Fetisov | - Sergej Ivanov - Sergej Panov - Vitalij Nosov |

- Trenér: Sergej Bělov

3.  Chorvatsko 
| - Alan Gregov - Josip Vranković - Veljko Mršić | - Toni Kukoč - Vladan Alanović - Miro Jurić | - Arijan Komazec - Stojan Vranković - Ivica Žurić | - Danko Cvjetičanin - Dino Rađa - Davor Pejčinović |

- Trenér: Josip Đerđa

4.  Řecko 
| - Efthymis Bakatsias - Kostas Patavoukas - Panagiotis Giannakis | - Nikos Boudouris - Georgios Sigalas - Giannis Mylonas | - Nassos Galakteros - Christos Tsekos - Argyris Papapetrou | - Panagiotis Fassoulas - Efthymis Rentzias - Fanis Christodoulou |

- Trenér: Makis Dendrinos.

5.  Austrálie 
| - Tony Ronaldson - Mike McKay - Phil Smyth | - Pat Reidy - Damian Keogh - Greg Hubbard | - Andrew Gaze - Shane Heal - Mark Bradtke | - Paul Rees - Andrew Vlahov - Ray Borner |

- Trenér: Barry Barnes.

6.  Portoriko 
| - José Rafael “Piculín” Ortiz Rijos - Federico “Fico” López Camacho - Dean Borges Pérez | - Rubén Colón de Alba - Jerome Alfred Mincy Clark - James Raymond Carter Gaudino | - Javier Antonio “Toñito” Colón Rodríguez - Orlando Vega Smith - Luis Ramón Allende Ruiz | - Édgar Francisco de León Cruz - Eddie Casiano Ojeda - Félix Javier Pérez Rivera |

- Trenér: Carlos Morales Otero.

7.  Kanada 
| - Joey Vickery - Ronn McMahon - Steve Nash | - Will N'Joku - Rick Fox - John Jackson | - Kory Hallas - Dwight Walton - Martin Keane | - Spencer McKay - Greg Wiltjer - Mike Smrek |

- Trenér: Ken Shields.

8.  Čína 
| - Ā Dejiāng - Zhèng Wŭ - Jì Mĭnshàng | - Sūn Jūn - Hú Wèidōng - Wú Năiqún | - Wú Qìnglóng - Liú Yùdòng - Zhāng Jìnsōng | - Liú Dàqìng - Shān Tāo - Gŏng Xiăobīn |

- Trenér: Jiăng Xìngquán.

9.  Argentina 
| - Marcelo Patricio Nicola - Héctor Óscar “Pichi” Campana - Daniel Edgardo Farabello | - Orlando Fabián Tourn - Eduardo Claudio Dominé - Marcelo Gustavo Milanesio | - Juan Alberto Espil - Diego Marcelo Osella - Sebastián Raúl Uranga | - Jorge Óscar Racca - Esteban Daniel Pérez - Rubén Óscar Wolkowisky |

- Trenér: Guillermo Edgardo Vecchio.

10.  Španělsko 
| - Jordi Villacampa Amorós - Rafael Jofresa Prats - Pablo Laso Biurrun | - Juan Antonio Orenga Forcada - Andrés Jiménez Fernández - José Miguel Antúnez Melero | - Enrique “Quique” Andreu Balbuena - Alberto Herreros Ros - Josep “Pep” Cargol Costa | - Ferrán Martínez Garriga - Rafael Vecina Aceijas - Juan Antonio San Epifanio Ruiz “Epi” |

- Trenér: Manuel “Lolo” Sáinz Márquez.

11.  Brazílie 
| - Antônio José Nogueira Santana “Tonico” - André Luís Guimarães Fonseca “Ratto” - Paulo “Paulinho” Villas Bôas de Almeida | - João José Vianna “Pipoka” - Rolando Ferreira Júnior - Márcio Faria de Azevedo | - Maury Ponikwar de Souza - Wilson Fernando Kuhn Minuci - Aristides Josuel dos Santos | - Joélcio Joerke “Janjão” - Rogério Klafke - Carlos Henrique Rodrigues do Nascimento “Olívia” |

- Trenér: Ênio Ângelo Vecchi.

12.  Německo 
| - Oliver Herkelmann - Henrik Rödl - Michael Koch | - Sascha Hupmann - Arndt Neuhaus - Henning Harnisch | - Günther Behnke - Patrick King - Hans-Jürgen “Hansi” Gnad | - Kai Nürnberger - Detlef Musch - Mike Knörr |

- Trenér: Dirk Bauermann.

13.  Jižní Korea 
| - Lee Sang-min - Kang Dong-hee - Kim Young-man | - Kim Seung-gi - Seo Jang-hoon - Hur Jae | - Moon Kyung-eun - Oh Sung-sik - Jung Jae-keun | - Chun Hee-chul - Kim Yoo-taek - Hyun Joo-yup |

- Trenér: Kim Dong-kwang .

14.  Egypt 
| - Yasser Abdel-Rahim Abdel-Wahab - Hani Abdel-Moneim Moussa - Fathi Abdel-Aziz Ali | - Ahmed Ibrahim Aboulfetouh - Tareq Khairi Hussein - Hossam Mohammed el-Wakil | - Ashraf Mohammed el-Kordi - Emad el-Din Mahmoud Ali - Hesham Mohammed Abouseria | - Mohammed Abdel-Moteleb Soliman - Samir Mahmoud Gouda - Sherif Nabil el-Sanadili |

- Trenér: Bob Taylor.

15.  Kuba 
| - Ángel Óscar Caballero Curet - Yudi Abréu Bastida - Edel Casanova | - Roberto Simón Salomón - José Luis Díaz - Roberto Carlos Herrera García | - Leonardo Pérez Armenteros - Lázaro Manuel Borrell Hernández - Juan Leopoldo Vázquez | - Augusto Duquesne - Richard Matienzo - Ulises Goire |

- Trenér: Miguel Ángel Calderón Gómez.

16.  Angola 
| - Honorato Martins Troso - Aníbal de Jesus Moreira - Ivo Jesus António e Alfredo | - Garcia João dos Santos Domingos - Benjamim João Romano - António Rafael Víctor de Carvalho | - Herlánder Fernandes Coimbra - Ângelo Monteiro dos Santos Victoriano - David Bartolomeu Dias | - Paulo Jorge Morais Rebelo de Macedo - Benjamim João Ucuahamba - Jean-Jacques Nzadi da Conceição |

- Trenér: Victorino Silva Cunha.

## Konečné pořadí
| 12.              | Mistrovství světa 1994 | Z | V | P | Skóre   | B  |
| ---------------- | ---------------------- | - | - | - | ------- | -- |
| Zlatá medaile    | USA                    | 8 | 8 | 0 | 961:659 | 16 |
| Stříbrná medaile | Rusko                  | 8 | 6 | 2 | 706:660 | 14 |
| Bronzová medaile | Chorvatsko             | 8 | 7 | 1 | 692:502 | 15 |
| 4.               | Řecko                  | 8 | 4 | 4 | 525:571 | 12 |
| 5.               | Austrálie              | 8 | 5 | 3 | 684:709 | 13 |
| 6.               | Portoriko              | 8 | 3 | 5 | 665:726 | 11 |
| 7.               | Kanada                 | 8 | 4 | 4 | 648:583 | 12 |
| 8.               | Čína                   | 8 | 2 | 6 | 577:772 | 10 |
| 9.               | Argentina              | 8 | 5 | 3 | 629:591 | 13 |
| 10.              | Španělsko              | 8 | 5 | 3 | 668:598 | 13 |
| 11.              | Brazílie               | 8 | 2 | 6 | 657:687 | 10 |
| 12.              | Německo                | 8 | 5 | 3 | 627:602 | 13 |
| 13.              | Jižní Korea            | 8 | 3 | 5 | 597:707 | 11 |
| 14.              | Egypt                  | 8 | 1 | 7 | 520:653 | 9  |
| 15.              | Kuba                   | 8 | 3 | 5 | 598:633 | 11 |
| 16.              | Angola                 | 8 | 1 | 7 | 532:633 | 9  |